# Zdzisław Suchodolski

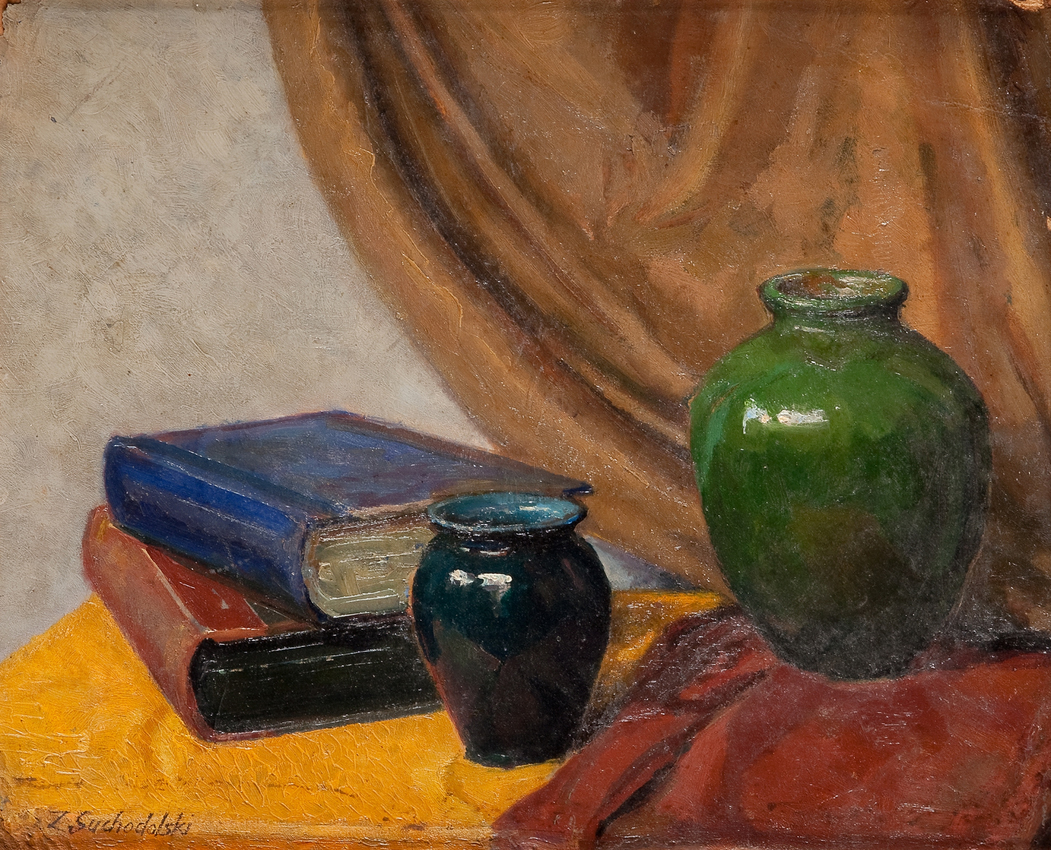
Zdzisław Suchodolski: Stillleben mit Vasen

Zdzisław Aleksander Mamert Suchodolski (* 11. Mai 1835 in Rom; † 1908 in München) war ein polnisch-deutscher Maler.

## Leben
Suchodolski, Spross des polnischen Adelsgeschlechtes Suchodolski bzw. Suchodoletz, zweiter Sohn des polnischen Kriegsmalers January Suchodolski und dessen Ehefrau Leokadia Suchodolska sowie Neffe des polnischen Dichters Rajnold Suchodolski, besuchte nach einer Schulausbildung in Krakau die Kunstakademie Düsseldorf, das Zentrum der Düsseldorfer Malerschule, wo in den Jahren 1856/1857 die Historienmaler Christian Köhler und Heinrich Mücke seine Lehrer waren. 1857 ging er nach Brüssel und Antwerpen, dann nach Paris zu Charles Gleyre. Seit 1867 lebte und arbeitete Suchodolski in Italien. 1874 ging er nach Weimar zu Ferdinand Pauwels. 1875 gebar seine Ehefrau Lisbeth, geborene von Bauer (* 1850), den Sohn Siegmund, welcher ein Architekt, Gebrauchsgrafiker und Maler wurde. 1880 zogen sie nach München, wo er 1908 verstarb. Suchodolski malte Landschaften, Stillleben und Porträts, hauptsächlich aber religiöse Szenen und Genremotive.